# Christopher Giesting
Christopher Giesting (ur. 10 grudnia 1992) – amerykański lekkoatleta specjalizujący się w biegach sprinterskich.
W marcu 2016 roku zdobył złoto halowych mistrzostw świata w biegu rozstawnym 4 × 400 metrów.

## Osiągnięcia
| Rok  | Impreza                   | Miejsce  | Konkurencja             | Lokata     | Wynik   |
| ---- | ------------------------- | -------- | ----------------------- | ---------- | ------- |
| 2016 | Halowe mistrzostwa świata | Portland | sztafeta 4 × 400 metrów | 1. miejsce | 3:02,45 |

## Rekordy życiowe
- Bieg na 400 metrów (stadion) – 45,53 (2014)
- Bieg na 400 metrów (hala) – 45,74 (2014)